# Marcin Pakulski
Marcin Pakulski (ur. 1970) – polski lekarz, menedżer ochrony zdrowia i urzędnik, w latach 2012–2014 wiceprezes Narodowego Funduszu Zdrowia, w latach 2013–2014 pełniący obowiązki prezesa.

## Życiorys
Absolwent Akademii Medycznej we Wrocławiu (1995), specjalizował się w zakresie pulmonologii i zdrowia publicznego. W 2004 ukończył studia podyplomowe z zarządzania w służbie zdrowia na Politechnice Częstochowskiej.
Od 1995 pracował w Zespole Szpitali Miejskich SPZOZ w Częstochowie jako młodszy asystent i asystent. Był współzałożycielem Ogólnopolskiego Związku Zawodowego Lekarzy i Stowarzyszenia Przyjaciół Szpitala im. Tytusa Chałubińskiego w Częstochowie. W 2001 wstąpił do Platformy Obywatelskiej.
W 2003 został zastępcą naczelnika Wydziału Zdrowia i Spraw Społecznych w Urzędzie Miasta Częstochowy. Od 2004 sprawował stanowisko dyrektora naczelnego SPZOZ w Lublińcu, a od 2007 – dyrektora naczelnego SPZOZ Miejskiego Szpitala Zespolonego w Częstochowie. Od lutego do marca 2008 tymczasowo kierował śląskim oddziałem Narodowego Funduszu Zdrowia, został następnie zastępcą szefa tego oddziału do spraw medycznych. Ponownie był tymczasowym dyrektorem od lipca do 16 września 2012.
17 września 2012 powołany na stanowisko wiceprezesa NFZ. Po dymisji Agnieszki Pachciarz 13 grudnia 2013 tymczasowo przejął jej obowiązki. Odwołany z funkcji po tym, jak tygodnik Wprost opisał, że w 2013 miał wymóc na podwładnych usunięcie swoich danych z protokołów CBA dotyczących nieprawidłowości w kontrakcie zawartym przez śląski oddział NFZ. Prowadzone postępowanie wyjaśniające nie potwierdziło, iż takie zdarzenie miało miejsce. 4 sierpnia 2014 zakończył także pełnienie funkcji wiceprezesa. Po odwołaniu zasiadał w zarządach spółek działających w branży medycznej i wykładał na Uczelni Łazarskiego.
Jest żonaty, posiada patent sternika jachtowego.